# Veias emissárias
Veias emissárias são o resultado das anastomoses múltiplas sofridas pelos seios da duramáter, e que emergem pelos foramens ósseos da crânio. Os seios da duramáter são representados por veias irregulares, não valvuladas e situadas na espessura da duramáter ou entre esta e os ossos do crânio.
As veias do cérebro, que se abrem nos seios, são constituídas por paredes finas e não possuem válvulas. Formam anastomoses múltiplas à superfície e na região ventral do encéfalo, pelo que as lesões resultantes da sua oclusão são clinicamente de menor importância se comparadas com as provocadas por obstruções arteriais.
[Italo Frota/AM]